# 알레산드로 코스타쿠르타
알레산드로 "빌리" 코스타쿠르타(Alessandro "Billy" Costacurta, 1966년 4월 24일 ~ )는 이탈리아의 전직 축구 선수 겸 현직 축구 감독으로, 포지션은 수비수였다.

## 경력
1985년 AC 밀란 소속으로 데뷔한 이래 팀의 세리에 A 7회 우승, 코파 이탈리아 1회 우승, 수페르코파 이탈리아나 5회 우승, UEFA 챔피언스리그 5회 우승, UEFA 슈퍼컵 4회 우승, 인터콘티넨털컵 2회 우승에 공헌했으며 프란코 바레시, 파올로 말디니 등과 함께 1990년대 세리에 A와 유럽 축구 역사상 최고의 수비 라인을 형성했다.
1994년 FIFA 월드컵과 UEFA 유로 1996, 1998년 FIFA 월드컵에서 이탈리아 대표로 출전했으며 1994년 FIFA 월드컵에서 이탈리아의 FIFA 월드컵 준우승에 공헌했다.
2007년 5월 19일 우디네세와의 경기(AC 밀란은 우디네세에 2-3으로 패함)를 끝으로 현역 은퇴했다. 2008년 10월 27일 당시 세리에 B로 승격되었던 AC 만토바의 감독을 맡았지만 2009년 2월 해임되었다.

## 수상
AC 밀란
- 세리에 A 7회 우승 (1987-88, 1991-92, 1992-93, 1993-94, 1995-96, 1998-99, 2003-04)
- 코파 이탈리아 1회 우승 (2002-03)
- 수페르코파 이탈리아나 5회 우승 (1988, 1992, 1993, 1994, 2004)
- UEFA 챔피언스리그 5회 우승 (1988-89, 1989-90, 1993-94, 2002-03, 2006-07)
- UEFA 슈퍼컵 4회 우승 (1989, 1990, 1994, 2003)
- 인터콘티넨털컵 2회 우승 (1989, 1990)